# بوريس تاديتش
بوريس تاديتش (بالصربية: Борис Тадић)، هو الرئيس السابق للجمهورية الصربية أُنتخب في 27 يونيو 2004 لمدة 4 أعوام بعد تغلبه على منافسه المتطرف القومي حَلِيف سلوبودان ميلوسيفيتش توميسلاف نيكوليتش ب 53%  من الأصوات في الدورة الثانية بعد خسارته في الدورة الأولى وفي 3 فبراير من عام 2008 أُعيد انتخابه لمدة خمس سنوات بعد فوزه ب 51%  من الأصوات ضد المنافس السابق نيكوليتش أيضًا بعد خسارته في الدورة الأولى.
ولد بوريس تاديتش في الخامس عشر من يناير عام 1958 في سراييفو عاصمة الجمهورية الديمقراطية الشعبية للبوسنة والهرسك حاليا، التي كانت جزءا من تركيبة الاتحاد الفيدرالي لجمهوريات يوغوسلافيا، لأسرة جميع أفرادها متخصصون في العلوم النفسية والسلوكية والفلسفة، وقد تخصص مع شقيقته فييرا في ذات الحقل المعرفي أيضا، وتعود أصول والده ليوبومير الذي ولد عام 1925 إلى قرية سمرييتشنو قرب مدينة بلوزاين الواقعة داخل نطاق ما يعرف حاليا باسم دولة مونتينيغرو أو الجبل الأسود حينما كانت ضمن مملكة الصرب والكروات والسلاف الواقعة في جنوب أوروبا على ساحل البحر الأدرياتيكي والتي كان والده بالإلي تاديتش جد بوريس قد افتتح أول مدرسة في مدينتها بيفا الواقعة على ضفاف النهر الذي يحمل ذات الاسم بعد أن خدم ملازما في قواتها المسلحة إبان الحرب مع الدولة العثمانية. وتخرج من جامعة بلغراد في صربيا.
في الأصل، تاديتش هو أخْتِصاصِيُّ عِلْمِ نَّفْس تخرّج في جامعة بلغراد وحصل على الدكتوراة الشرفية من "جامعة ديميتري كانتمير المسيحية" في بوخارست، رومانيا في عام 2009. دخل معترك السياسة في 1990 مع التحاقة بالحزب الديمقراطي. نُصّب رئيسًا للحزب بعد اغتيال الرئيس زوران جينجيتش (بالإنجليزية: Zoran Djindjic), أول رئيس وزراء غير-شيوعي لصربيا من بعد الحرب العالمية الثانية, في 12 مارس 2003 برصاصة قناص اخترقت قلبه وذلك أمام مبنى الحكومة.

## وصلات خارجية
- بوريس تاديتش على موقع الموسوعة البريطانية (الإنجليزية)
- بوريس تاديتش على موقع مونزينجر (الألمانية)

- بوريس تاديتش.. إقليم كوسوفو (لقاء خاص لقناة الجزيرة في 27/4/2007)
- أنا رئيس صربيا.. ولكني لست ميلوسيفيتش (جريدة الشرق الأوسط 3/09/2004)
- السلطات الصربية بالتعاون مع الإنتربول تنشر صورة قاتل رئيس الوزراء زوران جينجيتش (جريدة الشرق الأوسط 20/03/2003)

## مواضيع متعلقة
- آلكسندر فوتشيتش
- سلافيتسا جوكيتش ديانوفيتش